# جيسيكا والتر (متزحلقة)
جيسيكا والتر (بالألمانية: Jessica Walter)‏ هي متزحلقة ليختنشتانية، ولدت في 14 أكتوبر 1984 في فادوتس في ليختنشتاين.

## وصلات خارجية
- جيسيكا والتر على موقع الاتحاد الدولي للتزلج (التزلج على المنحدرات الثلجية) (الإنجليزية)
- جيسيكا والتر على موقع أوليمبيديا (الإنجليزية)